# Cerqueux
Cerqueux település Franciaországban, Calvados megyében. Lakosainak száma 82 fő (2018. január 1.). Cerqueux Cernay, Friardel, Meulles, Orbec, Préaux-Saint-Sébastien és Saint-Martin-de-Bienfaite-la-Cressonnière községekkel határos.

## Népesség
A település népességének változása:
| Lakosok száma | 97   | 107  | 96   | 104  | 94   | 101  | 92   | 97   | 83   | 82   |
|               | 1962 | 1968 | 1982 | 1990 | 1999 | 2008 | 2011 | 2013 | 2017 | 2018 |